# Médaille Fenner
Pour les articles homonymes, voir Fenner.
La médaille Fenner, du nom du virologue australien Frank Fenner, est une distinction en biologie, décernée chaque année par l'Académie des sciences australienne pour des recherches distinguées en biologie (à l'exclusion des sciences biomédicales) par un scientifique jusqu'à 10 ans après le doctorat dans l'année civile de nomination,,.
Le prix est réservé aux résidents australiens ou aux biologistes dont les recherches ont été menées principalement en Australie.

## Lauréats
Les lauréats de la médaille sont :
- 2022 : Chris Greening
- 2021 : Eve McDonald Madden
- 2020 : Michel Bode
- 2019 : Daniel Falster
- 2018 : Ceridwen Fraser
- 2017 : Simon Ho
- 2016 : Jane Elith
- 2015 : Ian Wright
- 2014 : Katherine Belov
- 2013 : Ulrike Mathesius (en)
- 2012 : A Harvey Millar
- 2011 : Bryan Fry
- 2010 : Robert Brooks
- 2009 : Sean Connolly
- 2008 : Michael McCarthy
- 2007 : Peter Dodds
- 2006 : Barry Brook
- 2005 : Brett Neilan
- 2004 : Greg Edgecombe (en)
- 2003 : Andrew Young
- 2002 : Sandra Orgeig
- 2001 : Barry Pogson
- 2000 : Hugh Possingham